# 崔能
崔能（?—?），字子才，唐朝齊州全節人，出自清河崔氏，清河文公崔融的曾孙，禮部尚書、清河成公崔翹的孙子，渠州刺史崔異的儿子，崔从的哥哥。
崔能年少励志苦学，與弟弟崔从隐居太原山中。朱泚之乱，浑瑊以朔方军战武功，引佐幕府。晋升为侍御史。河东郑儋表为判官。元和初年，为蜀州刺史。元和六年九月初一癸巳朔（811年9月22日），以蜀州刺史崔能为黔中观察使。元和八年四月十七己亥（813年5月20日），黔中經略使崔能討張伯靖。南蛮攻打黔州，攻陷州县，贬永州刺史。唐穆宗即位，崔从为御史中丞，推荐哥哥为将作监。元和十五年九月廿七丙寅日（820年11月6日），以将作监崔能为广州刺史、御史大夫、岭南节度使，袭封清河郡公。去世时年六十八岁，赠礼部尚书。崔从之子崔慎由。

## 子孙
- 崔師蒙
- 崔由道
- 崔彥曾，初名宣孝，徐州觀察使
  - 崔虯，京兆府參軍
  - 崔祐之，滎陽尉